# Bądy
Bądy – wieś w Polsce położona w województwie warmińsko-mazurskim, w powiecie elbląskim, w gminie Pasłęk na trasie linii kolejowej Elbląg-Braniewo-Królewiec. Wieś jest siedzibą sołectwa Bądy w którego skład wchodzi również miejscowość Gibity.
W latach 1975–1998 miejscowość administracyjnie należała do województwa elbląskiego.